# Roaillan
Roaillan egy francia település Gironde megyében az Aquitania régióban. Lakosainak száma 1793 fő (2022. január 1.).

## Földrajz
A településen találhatók a Graves szőlőültetvények.

## Adminisztráció
Polgármesterek:
- 2001–2020 Jean-François Tauzin

## Demográfia
| Lakosok száma | 350  | 487  | 647  | 1096 | 1533 | 1633 | 1700 | 1742 | 1760 | 1793 |
|               | 1968 | 1982 | 1990 | 2006 | 2013 | 2015 | 2017 | 2019 | 2020 | 2022 |